# Kepler-413 (AB)b
Kepler-413 (AB)b è un esopianeta in orbita attorno al sistema binario Kepler-413, scoperto nel 2013 analizzando i dati del telescopio spaziale Kepler. Si trova nella costellazione del Cigno e dista 2300 anni luce dal sistema solare.

## Caratteristiche
Si tratta di un pianeta circumbinario che orbita attorno a due stelle, una nana arancione e una nana rossa, in un periodo di circa 66 giorni. Ha una massa 67 volte quella terrestre, quindi si tratta di un gigante gassoso e la sua peculiarità è quella di avere un asse di rotazione la cui inclinazione varia anche di 30 gradi ogni 11 anni, causando rapidi e significativi cambiamenti stagionali. In confronto l'asse d'inclinazione terrestre oscilla, durante il moto di precessione, di 23,5º con un ciclo di 26.000 anni.
Nonostante i repentini cambiamenti climatici, il pianeta è comunque generalmente troppo caldo per poter ospitare l'acqua allo stato liquido, e quindi la vita, in quanto dista circa 0,36 UA dalla coppia di stelle, attorno alle quali ruota con un'orbita inclinata di 2,5° rispetto al piano orbitale del sistema binario.